# Офісний стілець

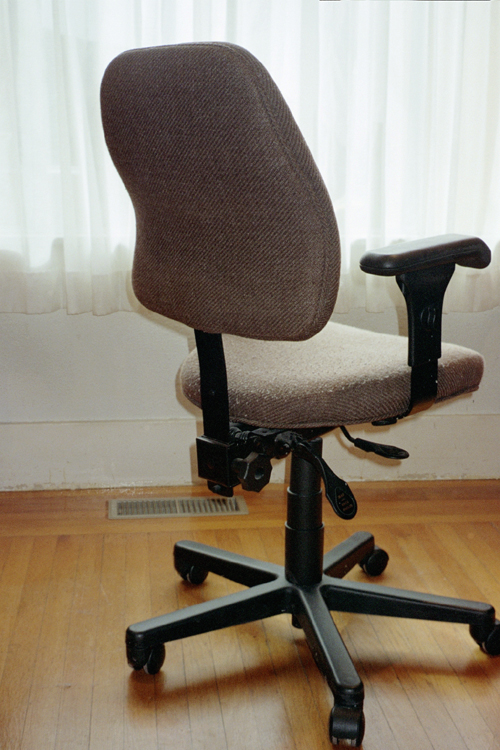
Офісне обертове крісло, з регульованою висотою, підлокітниками, колесами та вигнутою спинкою.

Офісний стілець — це стілець, який призначений для використання в офісі. Це, як правило обертовий стілець, з комплектом коліс для мобільності і регульованою висотою. Офісні стільці були розроблені близько середини 19-го століття, тому що все більше людей працювали сидячи за столом, що призвело до додання ряду функцій, яких не було на інших стільцях.

## Історія
Один з найраніших відомих новаторів, що створили сучасний офісний стілець — натураліст Чарльз Дарвін, який поставив колеса на кріслі в своєму кабінеті, щоб дістатися до своїх зразків швидше.
З появою залізничного транспорту в середині 19-го століття, бізнес почав розширюватися за межі традиційної моделі сімейного бізнесу з невеликим акцентом на управлінні. Додатковий адміністративний персонал повинен був йти в ногу з замовленнями, вести бухгалтерію і листування, так як підприємства розширили свої зони обслуговування. У той час як офісна робота розширювалась, усвідомлення затребуваності нових технологій і устаткування стало частиною культурного спрямування на підвищення продуктивності. Це усвідомлення спрямувалось на розроблення стільців, створених спеціально для нових потреб адміністративних працівників. Це привернуло увагу Отто фон Бісмарка, якому приписують популяризацію офісних стільців, розподіляючи їх по всьому парламенту під час свого перебування на посаді. Американський винахідник Томас Е. Воррен (нар. 1808), розробив доцентрове пружинне крісло в 1849 році, яке було виготовлене фірмою American Chair Company в м. Трой, штат Нью-Йорк. Вперше воно було представлене в 1851 на Великій виставці в Лондоні.
Офісний стілець був стратегічно розроблений, щоб підвищити продуктивність конторських службовців, уможливлюючи для них сидіння в офісі протягом довгих періодів часу. Поворотний стілець з колесами дозволяв співробітникам, сидячи на стільці, досягати багатьох віддалених місць в межах своєї робочої області, не витрачаючи час на вставання зі стільця і доходження до тої чи іншої точки офісу. Дерев'яне сідло сидіння було розроблене, щоб поміщати і підтримувати тіло сидячого працівника, а ґратчаста спинка і підлокітники надавали додаткового комфорту для підвищення продуктивності працівника. Як і сучасні крісла, багато з цих моделей були дещо регульованими, щоб забезпечити максимальний комфорт і, таким чином, максимальний робочий час.

## Типи
Є кілька видів офісних стільців, призначених для задоволення різних потреб. Найпоширенішим було офісне крісло, яке, як правило, не давало поперекову підтримку і не мало підголовника. На цих стільцях, як правило важко було всидіти більш ніж декілька годин через їх некомфортність, хоча вони давали більше простору для руху, ніж дорожчі стільці.
Стільці з вигнутою посередині спинкою дають кращу опору для спини, а з правильним ергономічним дизайном, на них комфортно сидіти довгий час. Лідируючі стільці в цій категорії, такі як Aeron компанії Herman Miller, зручні для сидіння протягом тривалого часу.
Стільці для керівників або «повноспинкові» (full-back) стільці дають повну підтримку спини та голови. Стільці для керівників призначені для сидіння 8 або більше годин. Зазвичай це найдорожчі стільці.

## Ергономіка
У 1970-ті роки, ергономіка стала важливим фактором дизайну. Сьогодні офісні стільці часто мають регульовані сидіння, підлокітники, підтримуючі спинки, опори і регулювання висоти для запобігання виробничих травм і болях в спині, пов'язаних з сидячим положенням протягом тривалого періоду часу. Ергономічні крісла відповідають потребам індивідуума і надають йому підтримку тіла, коли він має потребу в цьому.
Стандарти для проектування і тестування офісних стільців включають в себе:
- EN 1 335 до: 2012
- EN 1728 діє до: 2012
- ANSI / BIFMA X 5.1
- DIN EN 1335
- DIN 4551